# Morti nel 2013/Giugno
| Questa pagina contiene informazioni ricavate automaticamente dalle voci biografiche con l'ausilio del template Bio e di un bot. L'aggiornamento è periodico e automatico e ricostruisce completamente la pagina. Se manca una persona in questa lista, sei pregato di non aggiungerla, ma accertati piuttosto che la sua voce biografica contenga il template Bio e che i dati anagrafici siano correttamente compilati. Se il template Bio manca, inseriscilo tu stesso o, in alternativa, metti l'avviso {{tmp\|Bio}} che ne segnala la mancanza. Se i dati riportati sono sbagliati, correggi direttamente la voce biografica; le modifiche saranno visibili in questa lista entro pochi giorni. Per chiarimenti vedi il progetto biografie. La lista contiene solo le 181 persone che sono citate nell'enciclopedia e per le quali è stato implementato correttamente il template Bio. Pagina aggiornata al 18 ago 2025. |

- 1º giugno - Goran Brajković, cestista jugoslavo (n. 1948)
- 1º giugno - Jelena Genčić, tennista, pallamanista e allenatrice di tennis jugoslava (n. 1936)
- 1º giugno - Bill Gunston, scrittore e giornalista britannico (n. 1927)
- 1º giugno - Ugo Illing, alpinista e ingegnere italiano (n. 1924)
- 1º giugno - Germain Mendomé, calciatore gabonese (n. 1970)
- 1º giugno - Franco Scaldati, drammaturgo, attore e regista italiano (n. 1943)
- 1º giugno - Alfredo Sisi, dirigente sportivo e giocatore di baseball italiano (n. 1924)
- 2 giugno - Mario Bernardi, direttore d'orchestra e pianista canadese (n. 1930)
- 2 giugno - Kristiņa Grizelda, centenaria lettone (n. 1910)
- 2 giugno - Toğrul Nərimanbəyov, pittore azero (n. 1930)
- 2 giugno - Keith L. Wilson, clarinettista, docente e direttore d'orchestra statunitense (n. 1916)
- 2 giugno - Giuliano Zincone, giornalista e scrittore italiano (n. 1939)
- 3 giugno - Deacon Jones, giocatore di football americano statunitense (n. 1938)
- 3 giugno - Frank Lautenberg, politico statunitense (n. 1924)
- 3 giugno - Jiah Khan, attrice indiana (n. 1988)
- 4 giugno - Gian Aldo Arnaud, politico italiano (n. 1929)
- 4 giugno - Joey Covington, batterista e compositore statunitense (n. 1945)
- 4 giugno - Monti Davis, cestista statunitense (n. 1958)
- 4 giugno - Ruggero Guarini, scrittore e giornalista italiano (n. 1931)
- 4 giugno - Luo Meizhen, centenaria cinese (n. 1885)
- 4 giugno - José Pujol, pallanuotista spagnolo (n. 1922)
- 5 giugno - Sergio Carantini, calciatore italiano (n. 1936)
- 5 giugno - Vivienne Chandler, attrice francese (n. 1947)
- 5 giugno - Takkō Ishimori, doppiatore giapponese (n. 1932)
- 5 giugno - Stanisław Kazimierz Nagy, cardinale e arcivescovo cattolico polacco (n. 1921)
- 5 giugno - Katherine Woodville, attrice inglese (n. 1938)
- 5 giugno - Ruairí Ó Brádaigh, politico irlandese (n. 1932)
- 6 giugno - Jerome Karle, chimico e cristallografo statunitense (n. 1918)
- 6 giugno - Gennadij Nikolaev, nuotatore sovietico (n. 1936)
- 6 giugno - Tom Sharpe, scrittore inglese (n. 1928)
- 6 giugno - Esther Williams, nuotatrice e attrice statunitense (n. 1921)
- 7 giugno - Victorio Casa, calciatore argentino (n. 1943)
- 7 giugno - Donna Hartley, velocista britannica (n. 1955)
- 7 giugno - Pierre Mauroy, politico francese (n. 1928)
- 7 giugno - Richard Ramirez, serial killer statunitense (n. 1960)
- 7 giugno - Augusto Tretti, regista, sceneggiatore e attore italiano (n. 1924)
- 8 giugno - Paul Cellucci, politico e diplomatico statunitense (n. 1948)
- 8 giugno - Giuseppe Fasoli, avvocato e politico italiano (n. 1919)
- 8 giugno - Walter Garavelli, politico italiano (n. 1915)
- 8 giugno - Stanislava Hubálková, cestista cecoslovacca (n. 1934)
- 8 giugno - Charles M. Hudson, antropologo statunitense (n. 1932)
- 8 giugno - Yoram Kaniuk, scrittore israeliano (n. 1930)
- 8 giugno - Giuseppe La Rosa, militare italiano (n. 1982)
- 8 giugno - Mario Mena, calciatore boliviano (n. 1927)
- 9 giugno - Iain Banks, scrittore scozzese (n. 1954)
- 9 giugno - Bruno Bartoletti, direttore d'orchestra italiano (n. 1926)
- 9 giugno - Martin Bernal, grecista e storico britannico (n. 1937)
- 9 giugno - Walter Jens, scrittore tedesco (n. 1923)
- 9 giugno - Gianni Lommi, pugile italiano (n. 1936)
- 9 giugno - Luigi Reho, linguista e poeta italiano (n. 1916)
- 9 giugno - Edward Stevens, canottiere statunitense (n. 1932)
- 10 giugno - Antonio Bettoni, calciatore italiano (n. 1937)
- 10 giugno - Milziade Caprili, politico italiano (n. 1948)
- 10 giugno - Wim Franke, cestista e allenatore di pallacanestro olandese (n. 1941)
- 10 giugno - Carlo Gartner, sciatore alpino e allenatore di sci alpino italiano (n. 1922)
- 10 giugno - Petrus Kastenman, cavaliere svedese (n. 1924)
- 10 giugno - Gianni Manera, attore e regista italiano (n. 1940)
- 10 giugno - Salvatore Meluso, scrittore italiano (n. 1926)
- 10 giugno - Louis-Paul Mfédé, calciatore camerunese (n. 1961)
- 10 giugno - Enrique Orizaola, allenatore di calcio e calciatore spagnolo (n. 1922)
- 10 giugno - Paolo Ormi, direttore d'orchestra, arrangiatore e pianista italiano (n. 1936)
- 10 giugno - Giuliano Romano, astronomo e divulgatore scientifico italiano (n. 1923)
- 10 giugno - Hans K. Schulze, storico e diplomatista tedesco (n. 1932)
- 10 giugno - Barbara Vucanovich, politica statunitense (n. 1921)
- 11 giugno - Graziella Berti, archeologa italiana (n. 1929)
- 11 giugno - Robert Fogel, economista e storico statunitense (n. 1926)
- 11 giugno - Marino Fontana, ciclista su strada e dirigente sportivo italiano (n. 1936)
- 11 giugno - Julio Lafuente, architetto spagnolo (n. 1921)
- 11 giugno - Murray Mitchell, cestista e allenatore di pallacanestro statunitense (n. 1923)
- 12 giugno - Michael Kasha, chimico statunitense (n. 1920)
- 12 giugno - Jirōemon Kimura, supercentenario giapponese (n. 1897)
- 12 giugno - Giancarlo Nicotra, regista e attore italiano (n. 1944)
- 12 giugno - Alberto Pizzigoni, musicista italiano (n. 1928)
- 12 giugno - Luisa Rivelli, attrice e giornalista italiana (n. 1931)
- 12 giugno - William Van Poyck, criminale statunitense (n. 1954)
- 12 giugno - Scott Winkler, hockeista su ghiaccio norvegese (n. 1990)
- 13 giugno - Mohammed Al-Khilaiwi, calciatore saudita (n. 1971)
- 13 giugno - René Domingo, calciatore francese (n. 1928)
- 13 giugno - Alfredo Piram, calciatore italiano (n. 1919)
- 13 giugno - Zoran Prljinčević, calciatore jugoslavo (n. 1932)
- 13 giugno - Lamberto Riva, politico italiano (n. 1933)
- 13 giugno - Kenji Utsumi, doppiatore e attore giapponese (n. 1937)
- 14 giugno - Domenico Locatelli, calciatore italiano (n. 1903)
- 14 giugno - Carlo Longhini, sindacalista, scultore e storico italiano (n. 1939)
- 14 giugno - Gene Mako, tennista statunitense (n. 1916)
- 14 giugno - Amedeo Zampieri, politico e dirigente d'azienda italiano (n. 1938)
- 15 giugno - Heinz Flohe, calciatore tedesco occidentale (n. 1948)
- 15 giugno - Dante Gianoni, cestista cileno (n. 1931)
- 15 giugno - José Froilán González, pilota automobilistico argentino (n. 1922)
- 15 giugno - Roger LaVern, musicista britannico (n. 1938)
- 15 giugno - Antonio Lattarulo, funzionario italiano (n. 1925)
- 15 giugno - Evaristo Márquez, attore colombiano (n. 1939)
- 15 giugno - Dennis O'Rourke, regista australiano (n. 1945)
- 15 giugno - Kenneth Geddes Wilson, fisico statunitense (n. 1936)
- 16 giugno - Antonio Albanese, schermidore italiano (n. 1937)
- 16 giugno - Hans Hass, zoologo, oceanografo e fotografo austriaco (n. 1919)
- 16 giugno - Josip Kuže, allenatore di calcio e calciatore jugoslavo (n. 1952)
- 16 giugno - Pier Luigi Meciani, allenatore di calcio, dirigente sportivo e calciatore italiano (n. 1941)
- 16 giugno - Maurice Nadeau, scrittore, saggista e insegnante francese (n. 1911)
- 16 giugno - Ottmar Walter, calciatore tedesco (n. 1924)
- 17 giugno - Michael Baigent, saggista neozelandese (n. 1948)
- 17 giugno - Carmen Carrozza, musicista italiano (n. 1921)
- 17 giugno - Manel Comas, allenatore di pallacanestro spagnolo (n. 1945)
- 17 giugno - Bulbs Ehlers, cestista, giocatore di baseball e allenatore di pallacanestro statunitense (n. 1923)
- 17 giugno - Geoff Strong, calciatore inglese (n. 1937)
- 17 giugno - Vinicio Turello, politico e avvocato italiano (n. 1930)
- 17 giugno - Dinorah Varsi, pianista uruguaiana (n. 1939)
- 18 giugno - Adriano Bompiani, chirurgo, ginecologo e politico italiano (n. 1923)
- 18 giugno - Michael Hastings, giornalista e scrittore statunitense (n. 1980)
- 18 giugno - Žamila Kolonomos, scrittrice macedone (n. 1922)
- 18 giugno - Les Metzger, cestista statunitense (n. 1925)
- 18 giugno - Claudio Rocchi, cantautore, bassista e conduttore radiofonico italiano (n. 1951)
- 18 giugno - Ramón Sáez, ciclista su strada spagnolo (n. 1940)
- 18 giugno - Massimo Vari, giurista e docente italiano (n. 1937)
- 18 giugno - David Wall, ballerino britannico (n. 1946)
- 19 giugno - Eugen Böhringer, pilota automobilistico tedesco (n. 1922)
- 19 giugno - Eva Ferencz, cestista rumena (n. 1924)
- 19 giugno - Vince Flynn, scrittore statunitense (n. 1966)
- 19 giugno - James Gandolfini, attore e produttore televisivo statunitense (n. 1961)
- 19 giugno - Gyula Horn, politico ungherese (n. 1932)
- 19 giugno - Miguel Morayta, regista e sceneggiatore spagnolo (n. 1907)
- 19 giugno - Slim Whitman, cantante statunitense (n. 1924)
- 20 giugno - Diosa Costello, attrice statunitense (n. 1913)
- 20 giugno - Flavio Mengoni, politico e avvocato italiano (n. 1929)
- 20 giugno - Ingvar Rydell, calciatore svedese (n. 1922)
- 20 giugno - Jeffrey Smart, pittore australiano (n. 1921)
- 20 giugno - Suzanne W. Tourtellotte, astronoma statunitense (n. 1945)
- 21 giugno - Margret Göbl, pattinatrice artistica su ghiaccio tedesca (n. 1938)
- 21 giugno - Franco Landri, dirigente sportivo e calciatore italiano (n. 1939)
- 21 giugno - Alen Pamić, calciatore croato (n. 1989)
- 21 giugno - Elliott Reid, attore e sceneggiatore statunitense (n. 1920)
- 22 giugno - Sergio Focardi, fisico italiano (n. 1932)
- 22 giugno - Henning Larsen, architetto danese (n. 1925)
- 22 giugno - Gary Pickford-Hopkins, cantante britannico (n. 1948)
- 22 giugno - Allan Simonsen, pilota automobilistico danese (n. 1978)
- 23 giugno - Bobby Bland, cantante e musicista statunitense (n. 1930)
- 23 giugno - Rocco Caligiuri, rugbista a 15 italiano (n. 1950)
- 23 giugno - Silvio Lanaro, storico italiano (n. 1942)
- 23 giugno - Richard Matheson, scrittore e sceneggiatore statunitense (n. 1926)
- 23 giugno - Gabriella Pavarotti, pallavolista italiana (n. 1940)
- 23 giugno - Gigi Rizzi, imprenditore e attore italiano (n. 1944)
- 23 giugno - Sharon Stouder, nuotatrice statunitense (n. 1948)
- 23 giugno - Dora Tomasone Marinari, traduttrice e critica letteraria italiana (n. 1931)
- 24 giugno - Cleve Backster, agente segreto statunitense (n. 1924)
- 24 giugno - Daniele Bucchioni, ufficiale e partigiano italiano (n. 1917)
- 24 giugno - Emilio Colombo, politico italiano (n. 1920)
- 24 giugno - Papa Malick Diop, cestista senegalese (n. 1944)
- 24 giugno - Jackie Fargo, wrestler statunitense (n. 1930)
- 24 giugno - Mauro Francaviglia, matematico e fisico italiano (n. 1953)
- 24 giugno - Joannes Baptist Matthijs Gijsen, vescovo cattolico olandese (n. 1932)
- 24 giugno - Lucky Isibor, calciatore nigeriano (n. 1977)
- 24 giugno - James Martin, informatico inglese (n. 1933)
- 24 giugno - Vasile Tiţă, pugile rumeno (n. 1928)
- 25 giugno - Gianfranco Baldazzi, pubblicista, paroliere e storico italiano (n. 1943)
- 25 giugno - Giuseppe Berton, missionario italiano (n. 1932)
- 25 giugno - Catherine Gibson, nuotatrice britannica (n. 1931)
- 25 giugno - Jim Hudson, giocatore di football americano statunitense (n. 1943)
- 25 giugno - Lau Kar Leung, regista, coreografo e attore cinese (n. 1936)
- 25 giugno - Pietro Reffi, politico sammarinese (n. 1927)
- 26 giugno - Hervé Boussard, ciclista su strada francese (n. 1966)
- 26 giugno - Alida Ferrarini, soprano italiano (n. 1946)
- 26 giugno - Antonio Jasso, calciatore messicano (n. 1935)
- 26 giugno - Nilton Pacheco de Oliveira, cestista brasiliano (n. 1920)
- 26 giugno - Bert Stern, fotografo e regista statunitense (n. 1929)
- 27 giugno - Stefano Borgonovo, calciatore italiano (n. 1964)
- 27 giugno - Dhimitraq Goga, cestista e allenatore di pallacanestro albanese (n. 1925)
- 27 giugno - Alain Mimoun, maratoneta e mezzofondista francese (n. 1921)
- 27 giugno - Berardo Rossi, presbitero, religioso e scrittore italiano (n. 1922)
- 28 giugno - Matt Osborne, wrestler statunitense (n. 1957)
- 28 giugno - Alfredo D'Agostino, politico italiano (n. 1924)
- 28 giugno - Kenneth Minogue, politologo australiano (n. 1930)
- 28 giugno - Giuseppe Rotelli, avvocato, dirigente pubblico e imprenditore italiano (n. 1945)
- 28 giugno - Silvi Vrait, cantante estone (n. 1951)
- 29 giugno - Roberto Daolio, critico d'arte italiano (n. 1948)
- 29 giugno - Margherita Hack, astrofisica, divulgatrice scientifica e attivista italiana (n. 1922)
- 29 giugno - Jim Kelly, attore e karateka statunitense (n. 1946)
- 29 giugno - Ryūtarō Nakamura, regista e animatore giapponese (n. 1955)
- 30 giugno - Claudio Fattoretto, doppiatore italiano (n. 1956)
- 30 giugno - Gino Nunes, politico italiano (n. 1941)
- 30 giugno - Thompson Oliha, calciatore nigeriano (n. 1968)
- 30 giugno - Luc Van Hoyweghen, calciatore belga (n. 1929)